# 日月五峰图

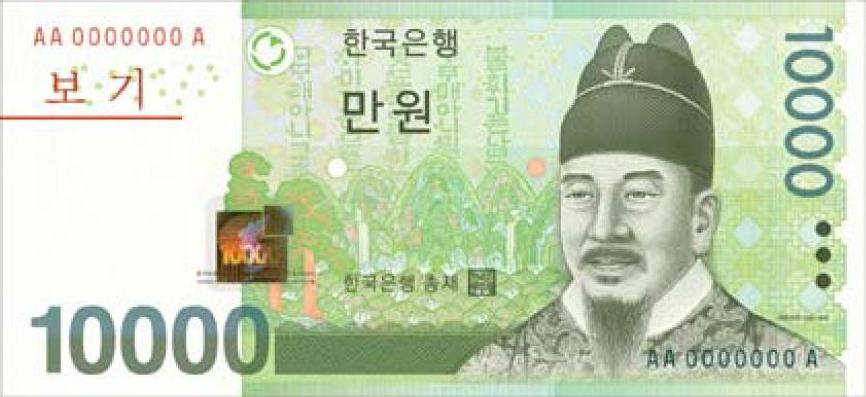
以日月五峰图为背景的一万韩圆纸币

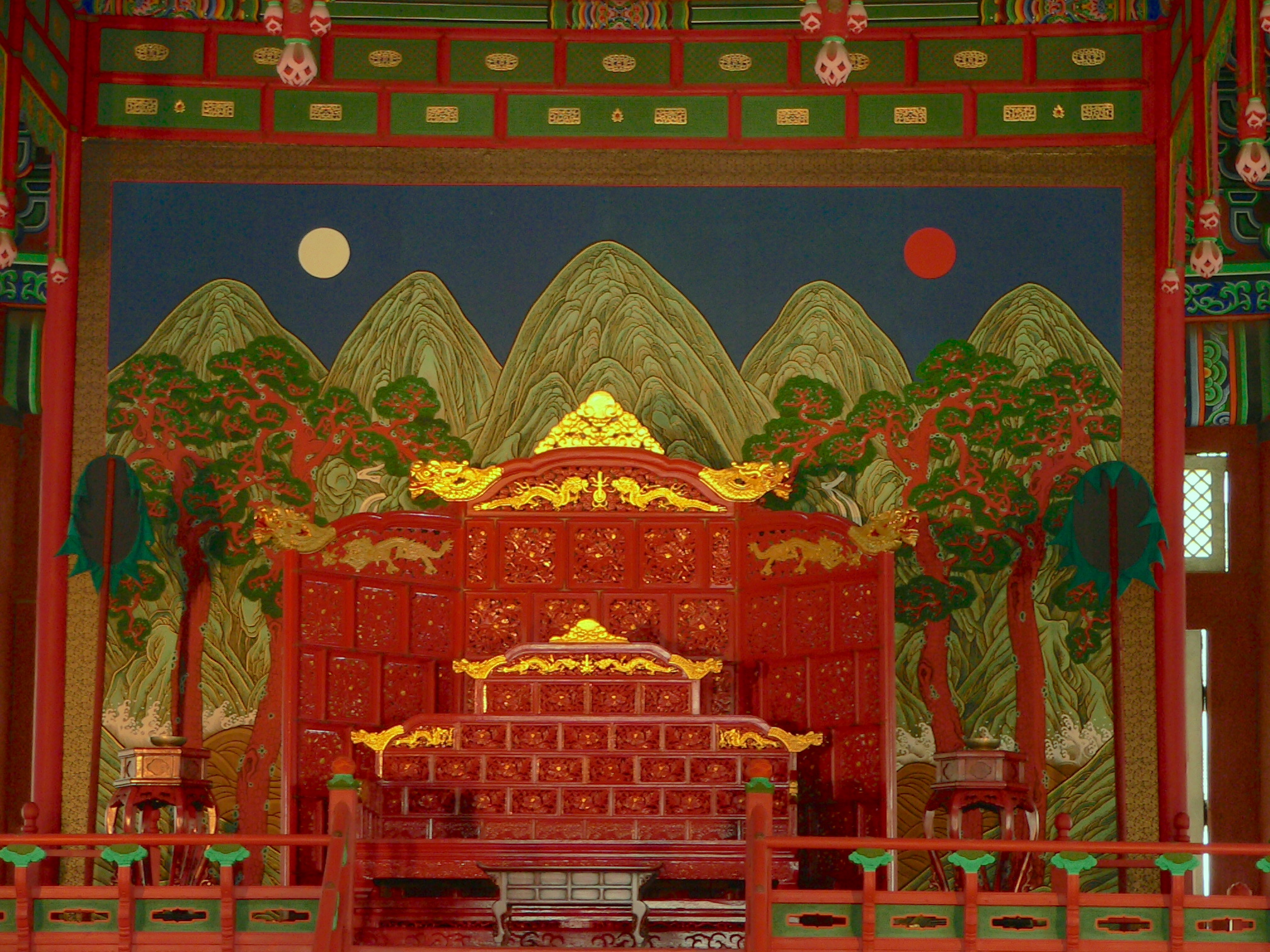
韩国景福宫勤政殿的御座和日月五峰图

日月五峰图，又称日月图、日月昆仑图，朝鲜王朝御座后绘有日、月、五峰（五岳）的屏风图案，是朝鲜王权的象征之一。韩国一万韩圆纸币上世宗头像以该图案和《龙飞御天歌》为背景。
朝鲜王朝具体是从何时开始使用日月五峰图目前还无定论。有观点认为日月五峰图的使用是朝鲜王朝为区别于高丽王朝。但也有观点认为朝鲜是在壬辰倭乱后，为加强君权统治而采纳。韩国国立中央博物馆表示现存最早有关朝鲜宫廷使用日月五峰图的文字记载是在17世纪中叶，但同时也表示朝鲜王朝可能在更早的时期就已经使用日月五峰图以区别于高丽宫廷。韩国目前仅留存有20副朝鲜王朝时期的日月五峰图，分别保存于景福宫、昌德宫、昌庆宫、德寿宫。

## 图案与含义
日月五峰图左右对称，上方分别绘有日、月。中间为五座山峰。五座山峰两侧对称点缀有苍松和河流，底部是海洋，颇具朝鲜特色。日月五峰图自身并非一副完整的图案，只有朝鲜国王坐在日月五峰图前，整幅图案才完整。
韩国古籍并没有对日月五峰图含义的明确解释。有观点认为图中的日、月代表着上天对朝鲜君主王权的护佑。被上天赋予神圣权利的朝鲜国王座于日月中间，自然万物围绕其周围。世间能量开始于国王，也回归于国王。也有观点认为，图中的日、月代表着阴阳，国王和王后。

## 影视作品
2012年1月4日，韩国MBC播出的水木迷你连续剧《拥抱太阳的月亮》，大量使用了日月五峰图。其宣传画亦以该图案为背景。